# Niewiadom
Niewiadom (śl. Niewiadům, niem. Niewiadom, czes. Nevědomí) – dzielnica Rybnika położona w południowo-zachodniej części Rybnika, w pobliżu granicy z Rydułtowami i Radlinem.
Składa się z dwóch dawnych wsi i jednego obszaru dworskiego:
- wieś Niewiadom Dolny (niem. Nieder-Niewiadom, 1908–1922 Nieder-Birkenau) – samodzielna gmina do 1929, włączona do Niewiadomia Górnego[4];
  - obszar dworski Niewiadom Dolny (niem. Nieder-Niewiadom, 1908–1922 Birkenau) – samodzielna jednostka do 1924, włączona do gmin Niewiadom Dolny i Górny[5];
- wieś Niewiadom Górny (niem. Ober-Niewiadom, 1916–1922 i 1939–1945 Lentzberg; 1931–1939 Niewiadom[6]) – samodzielna gmina do 1945, włączona do gminy Niedobczyce[7].

Cały obszar wraz z Niedobczycami włączono do Rybnika 27 maja 1975.

## Nazwa
Według niemieckiego językoznawcy Heinricha Adamy’ego nazwa miejscowości pochodzi od polskiej nazwy oznaczającej brak wiedzy – niewiedzy. W swoim dziele o nazwach miejscowych na Śląsku wydanym w 1888 roku we Wrocławiu jako najstarszą zanotowaną nazwę miejscowości wymienia nazwę Niewiadom podając jej znaczenie „Unbekannter Ort”, czyli po polsku „Nieznana, niewiadoma miejscowość”.
Topograficzny opis Górnego Śląska z 1865 r. notuje dwie miejscowości o tej nazwie Ober-Niewiadom oraz Nieder-Niewiadom.
11 sierpnia 1931 r. zmieniono nazwę gminy Niewiadom-Górny na Niewiadom.
Górny Niewiadom zwyczajowo nazywany jest „Hoymą” lub „Ignacym” – nazwy te pochodzą od nazw kopalni. Dolny Niewiadom zwany jest Buzowicami; јest to najdalej na zachód wysunięta część Rybnika.

## Historia

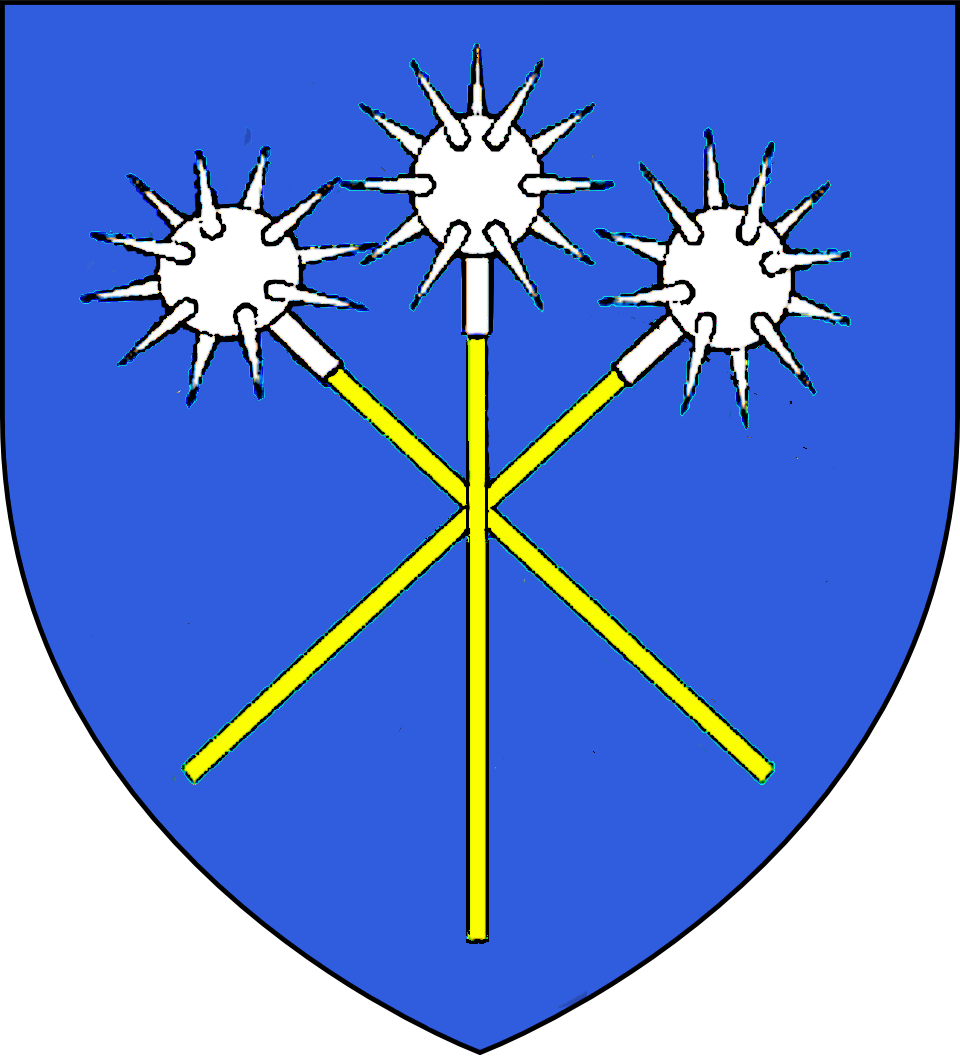
Herb rodu Kropaczów z Niewiadomia

- Zachowane dokumenty wskazują, iż Niewiadom (ówczesna pisownia: „Noviedomie”), istniał już w pierwszej połowie XIV wieku.

W owym czasie wieś stanowiła majątek rycerski. Często zmieniała właścicieli, a jednym z nich był m.in. rycerz Wacław Kropacz z Niewiadomia ((czes.) Václav Kropáč z Nevědomí), który brał udział w kampanii węgiersko-śląskiej przeciwko Wacławowi III Rybnickiemu. Na mocy pokoju ziemskiego z 6 czerwca 1473 r. rycerz ten wszedł w posiadanie Rybnika.
(Ród Kropaczów z Niewiadomia w latach 1503–1536 posiadał zamek w Iwanowicach (Jindřich Kropáč z Nevědomí, Albert Kropáč z Nevědomí oraz Bohuš Kropáč z Nevědomí) Jan Kropáč z Nevědomí w latach 1533–1572 był panem na Hranicach)
- W 1792 r. na granicy Niewiadomia i Radlina otworzono jedną z pierwszych na Śląsku kopalni węgla kamiennego „Hoym” (później „Ignacy”). Wydobycie prowadzono w tej kopalni do 1995 r.
- W latach od 1859–1919 r. na terenie Niewiadoma działała kopalnia węgla kamiennego „Szczęście Beaty”
- 1 sierpnia 1924 zniesiono obszar dworski Niewiadom Dolny i włączono go do gminy Niewiadom Dolny[5]
- 1 kwietnia 1929 gminę Niewiadom Dolny włączono do gminy Niewiadom Górny[4]
- 11 sierpnia 1931 zmieniono nazwę gminy Niewiadom-Górny na Niewiadom[11].
- 1 grudnia 1945 Niewiadom utracił status gminy jednostkowej i został włączony do gminy Niedobczyce (bez statusu gromady)[15]
- 5 października 1954 gminę Niedobczyce przekształcono w gromadę Niedobczyce[16]
- 13 listopada 1954 Niewiadom (a także Popielów) stały się integralną częścią miasta Niedobczyce, w związku z nadaniem gromadzie Niedobczyce statusu miasta[17]
- 27 maja 1975 miasto Niedobczyce (z Niewiadomiem) włączono do Rybnika[8]

### Zabytki
W dzielnicy znajdują się m.in.:
- Zabytkowa Kopalnia „Ignacy”, dawniej „Hoym”,
- Kościół Bożego Ciała i św. Barbary w Niewiadomiu Górnym,
- Kościół Miłosierdzia Bożego w Niewiadomiu Dolnym.

 Szlak Zabytków Techniki Województwa Śląskiego

## Galeria

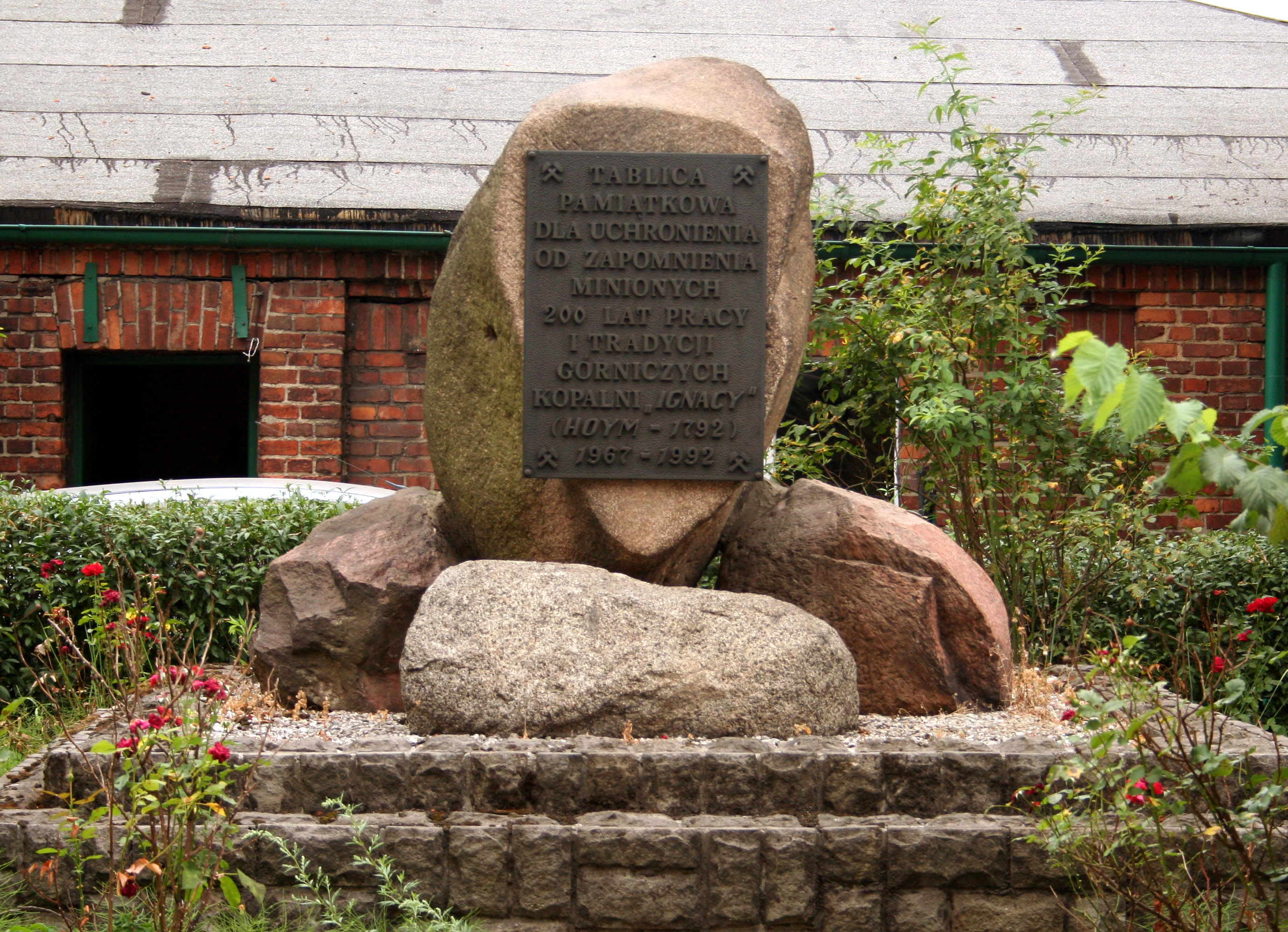
Tablica pamiątkowa z okazji 200 lat istnienia kopalni „Ignacy”
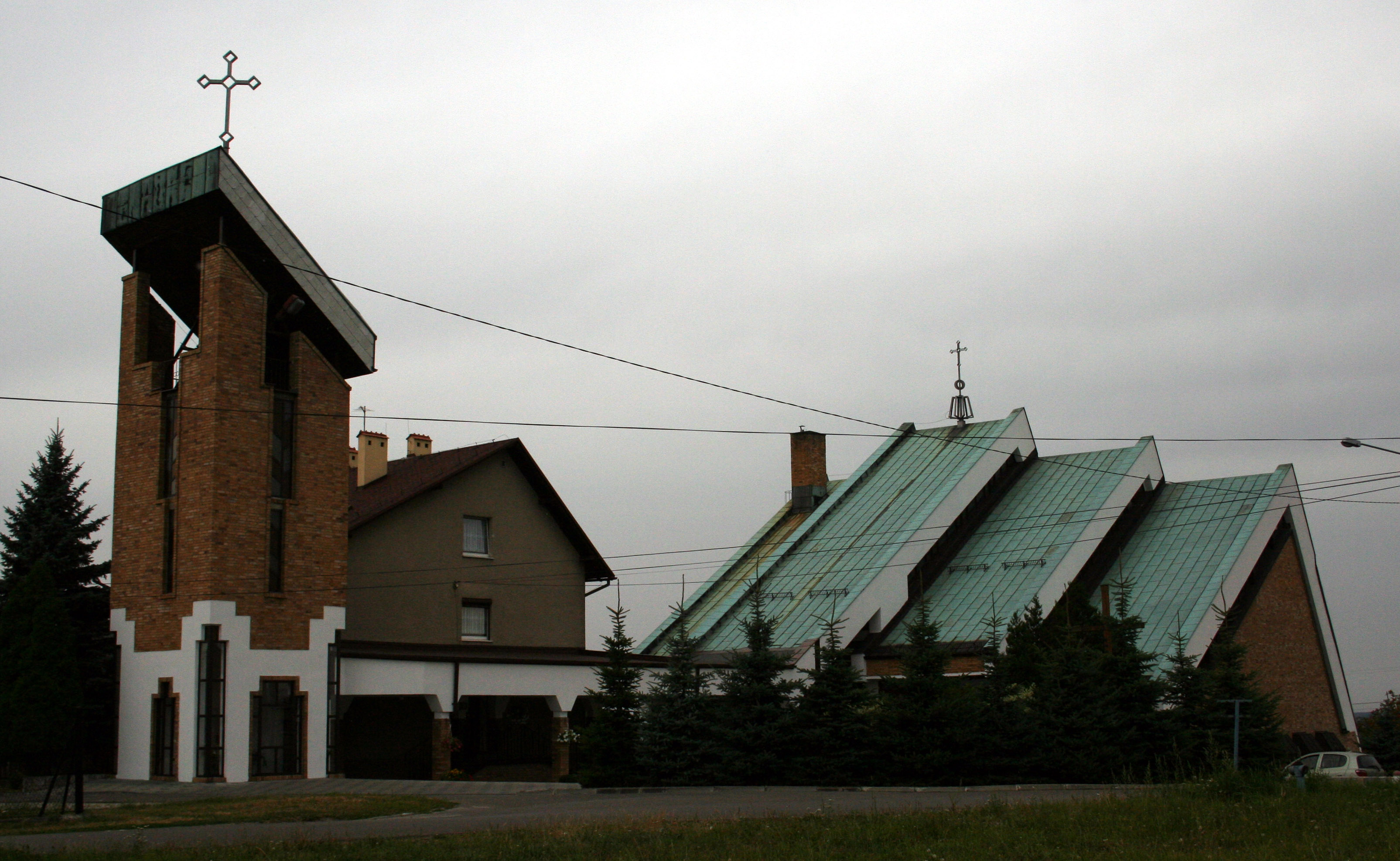
Kościół Bożego Ciała i św. Barbary
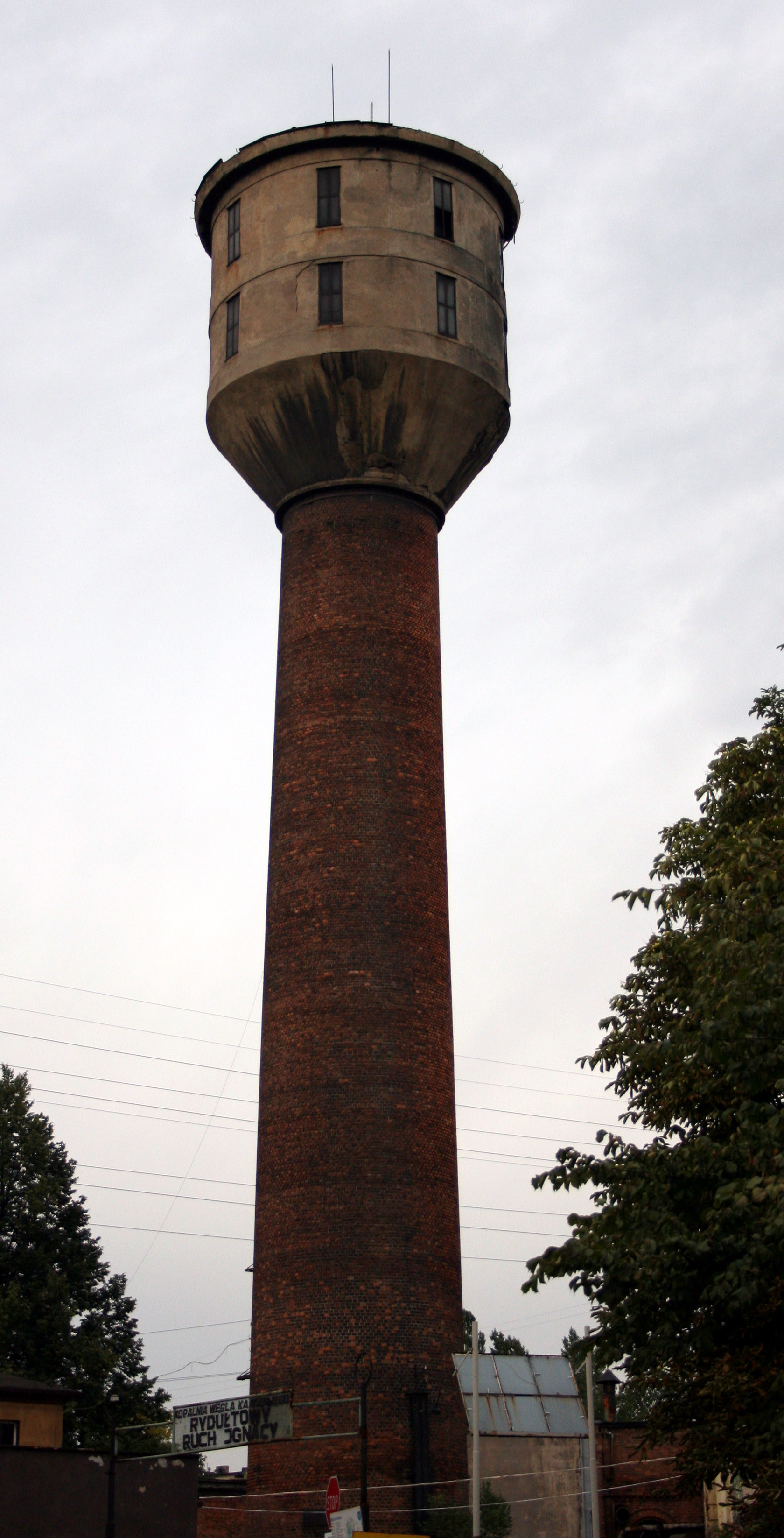
Wieża ciśnień